# Lijst van zoogdieren met Nederlandse namen - A
Dit is een lijst van zoogdieren met Nederlandse namen met als beginletter van hun wetenschappelijke naam een A.
| Wetenschappelijke naam      | Eerste keuze                      | Overige Nederlandse namen | Commentaar                   |
| --------------------------- | --------------------------------- | --- | ---------------------------- |
| Abrawayaomys ruschii        | Braziliaanse stekelrat            | |                              |
| Abrocoma bennettii          | Chileense chinchillarat           | |                              |
| Abrocoma cinerea            | Chinchillarat                     | |                              |
| Acerodon jubatus            | Filipijnse vliegende hond         | |                              |
| Acinonyx jubatus            | Jachtluipaard                     | Cheeta, Gepard |                              |
| Acomys cahirinus            | Egyptische stekelmuis             | Caïromuis |                              |
| Acomys dimidiatus           | Sinaïstekelmuis                   | Palestijnse stekelmuis |                              |
| Acomys minous               | Kretenzische stekelmuis           | Stekelmuis, Kretastekelmuis |                              |
| Acomys russatus             | Gouden stekelmuis                 | Goudmuis |                              |
| Aconaemys fuscus            | Andesrotsrat                      | |                              |
| Acrobates pygmaeus          | Vliegende buidelmuis              | Australische vliegende buidelmuis                                                                                                   |                              |
| Addax nasomaculatus         | Addax                             | Mendes-antilope |                              |
| Aepyceros melampus          | Impala                            | Pala |                              |
| Aepyprymnus rufescens       | Rode kangoeroerat                 | Rode kangoeroerat |                              |
| Ailuropoda melanoleuca      | Reuzenpanda                       | Bamboebeer |                              |
| Ailurops ursinus            | Beerkoeskoes                      | |                              |
| Ailurus fulgens             | Kleine panda                      | |                              |
| Alcelaphus buselaphus       | Hartebeest                        | |                              |
| Alcelaphus lichtensteinii   | Lichtensteins hartenbeest         | Konzi-hartenbeest |                              |
| Alces alces                 | Eland                             | |                              |
| Allactaga bullata           | Gobipaardenspringmuis             | Gobiaardhaas |                              |
| Allactaga firouzi           | Perzische woestijnspringmuis      | |                              |
| Allactaga hotsoni           | Hotsonpaardenspringmuis           | |                              |
| Allactaga major             | Grote paardenspringmuis           | Grote aardhaas |                              |
| Allactaga sibirica          | Siberische paardenspringmuis      | Siberische aardhaas |                              |
| Allactaga tetradactyla      | Vierteenrenmuis                   | |                              |
| Allenopithecus nigroviridis | moerasmeerkat                     | Allenmoerasaap |                              |
| Allocebus trichotis         | Pluimoorkatmaki                   | |                              |
| Allocricetulus curtatus     | Mongoolse dwerghamster            | |                              |
| Allocricetulus eversmanni   | Eversmanndwerghamster             | |                              |
| Alouatta belzebul           | Roodhandbrulaap                   | |                              |
| Alouatta caraya             | zwarte brulaap                    | Caraya, zwartgouden brulaap |                              |
| Alouatta palliata           | Mantelbrulaap                     | |                              |
| Alouatta pigra              | Mexicaanse brulaap                | Mexicaanse zwarte brulaap, Guatemalabrulaap                                                                                         |                              |
| Alouatta seniculus          | Rode brulaap                      | Aloeatta |                              |
| Alticola roylei             | Mongoolse bergwoelmuis            | |                              |
| Amblysomus hottentotus      | Kopermol                          | |                              |
| Ammodorcas clarkei          | Lamagazelle                       | Dibatag, Clarkes gazelle |                              |
| Ammospermophilus harrisii   | Harrisgrondeekhoorn               | |                              |
| Ammospermophilus leucurus   | Antilopegrondeekhoorn             | Antilope-eekhoorn |                              |
| Ammospermophilus nelsoni    | Nelsongrondeekhoorn               | |                              |
| Ammotragus lervia           | Manenschaap                       | Tedal, Aoudad |                              |
| Anathana ellioti            | Elliottoepaja                     | Indische toepaja |                              |
| Andinomys edax              | Andesmuis                         | |                              |
| Anomalurus beecrofti        | Beecroftstekelstaarteekhoorn      | |                              |
| Anomalurus pelii            | Pelstekelstaarteekhoorn           | |                              |
| Anomalurus pusillus         | Dwergstekelstaarteekhoorn         | |                              |
| Anotomys leander            | Ecuadorvisrat                     | |                              |
| Anoura geoffroyi            | Geoffroys bladneusvleermuis       | |                              |
| Anourosorex squamipes       | Sechuanmolspitsmuis               | |                              |
| Antechinomys laniger        | Australische buidelspitsmuis      | Kultarr, Oost-Australische buidelspitsmuis                                                                                          |                              |
| Antechinus flavipes         | Geelvoetbuidelmuis                | |                              |
| Antechinus stuartii         | Stuarts breedvoetbuidelmuis       | |                              |
| Anthops ornatus             | Bloemneusvleermuis                | |                              |
| Antidorcas marsupialis      | Springbok                         | |                              |
| Antilocapra americana       | Gaffelbok                         | Gaffelantilope, Pronghorn |                              |
| Antilope cervicapra         | Indische antilope                 | Hertengeitantilope, Sasin, Hertegeit                                                                                                |                              |
| Antrozous pallidus          | Bleke vleermuis                   | |                              |
| Aonyx capensis              | Kaapse otter                      | Moerassotter (als A. congica) |                              |
| Aonyx cinerea               | Dwergotter                        | Sero, Aziatische vingerotter, kleinklauwotter                                                                                       |                              |
| Aotus lemurinus             | Nachtaapje                        | |                              |
| Aotus nigriceps             | Roodneknachtaapje                 | Zuidelijk nachtaapje, zuidelijk uilaapje, zuidelijke doeroecoeli, roodnekuilaapje, roodnekdoeroecoeli                               |                              |
| Aotus trivirgatus           | grijsneknachtaapje                | Nachtaapje, uilaapje, doeroecoeli, uilaap, Noordelijk nachtaapje, noordelijke doeroecoeli, noordelijk uilaapje, noordelijk uilaapje |                              |
| Aplodontia rufa             | Stompstaarteekhoorn               | Bergbever, Sewellel |                              |
| Apodemus agrarius           | Brandmuis                         | |                              |
| Apodemus alpicola           | Alpenbosmuis                      | |                              |
| Apodemus flavicollis        | Geelhalsbosmuis                   | Grote bosmuis |                              |
| Apodemus mystacinus         | Rotsmuis                          | Snormuis |                              |
| Apodemus sylvaticus         | Bosmuis                           | |                              |
| Apodemus uralensis          | Kleine bosmuis                    | |                              |
| Aproteles bulmerae          | Bulmers roezet                    | |                              |
| Arabitragus jayakari        | Arabische thargeit                | |                              |
| Arctictis binturong         | Beermarter                        | Bintoerong, Binturong |                              |
| Arctocebus aureus           | Gouden angwantibo                 | Gouden potto, Goudpotto |                              |
| Arctocebus calabarensis     | Angwantibo                        | beermaki, goudpotto |                              |
| Arctocephalus australis     | Zuid-Amerikaanse zeebeer          | |                              |
| Arctocephalus forsteri      | Australische zeebeer              | |                              |
| Arctocephalus galapagoensis | Galapagoszeebeer                  | |                              |
| Arctocephalus gazella       | Kerguelenzeebeer                  | Zuidelijke zeebeer |                              |
| Arctocephalus phillippii    | Juan Fernandez-zeebeer            | |                              |
| Arctocephalus pusillus      | Zuid-Afrikaanse zeebeer           | Kaapse zeebeer, Zuidelijke zeebeer, Dwergpelsrob en Dwergzeebeer, Australische zeebeer, West-Australische pelsrob                   |                              |
| Arctocephalus townsendi     | Guadeloupe-zeebeer                | |                              |
| Arctocephalus tropicalis    | Subantarctische zeebeer           | |                              |
| Arctogalidia trivirgata     | Driestrepige palmroller           | Kleintandpalmroller |                              |
| Arctonyx collaris           | Varkensdas                        | Grijze varkensdas, Zwijnsdas |                              |
| Artibeus jamaicensis        | Jamaicavruchtenvampier            | |                              |
| Artibeus lituratus          | Grote vruchtenvampier             | |                              |
| Arvicanthis niloticus       | Koesoegrasrat                     | |                              |
| Arvicola amphibius          | Woelrat                           | Waterrat | Ook bekend als A. terrestris |
| Arvicola sapidus            | West-Europese woelrat             | westelijke woelrat |                              |
| Arvicola scherman           | Bergwoelrat                       | |                              |
| Asellia tridens             | Drietandbladneusvleermuis         | |                              |
| Atelerix albiventris        | Witbuikegel                       | Viertenige egel |                              |
| Atelerix algirus            | Trekegel                          | Algerijnse egel, Witte egel |                              |
| Atelerix frontalis          | Zuid-Afrikaanse egel              | Kaapse egel |                              |
| Atelerix sclateri           | Somalische egel                   | Sclateregel |                              |
| Ateles belzebuth            | witbuikslingeraap                 | Marimonda, Langharige slingeraap |                              |
| Ateles chamek               | Zwartgezichtslingeraap            | Zwarte spinaap |                              |
| Ateles fusciceps            | Bruinkopslingeraap                | |                              |
| Ateles geoffroyi            | Zwarthandslingeraap               | Miriki |                              |
| Ateles hybridus             | Bruine slingeraap                 | Langharige slingeraap, Bruine slingeraap                                                                                            |                              |
| Ateles marginatus           | Witbrauwslingeraap                | |                              |
| Ateles paniscus             | Bosduivel                         | kwatta, Rode bosduivel, Zwarte slingeraap, Zwarte spinaap                                                                           |                              |
| Atelocynus microtis         | Kortoorvos                        | Kleinoorvos |                              |
| Atherurus africanus         | Afrikaans kwaststaartstekelvarken | |                              |
| Atherurus macrourus         | Aziatisch kwaststaartstekelvarken | |                              |
| Atilax paludinosus          | Moerasmangoeste                   | |                              |
| Atlantoxerus getulus        | Barbarijse grondeekhoorn          | |                              |
| Avahi laniger               | Oostelijke wolmaki                | Wolmaki, Avahi |                              |
| Avahi occidentalis          | Westelijke wolmaki                | |                              |
| Axis axis                   | Axishert                          | Chital |                              |
| Axis calamianensis          | Calamianenhert                    | |                              |
| Axis kuhlii                 | Baweanhert                        | |                              |
| Axis porcinus               | Zwijnshert                        | |                              |

A · 
B ·
C ·
D ·
E ·
F ·
G ·
H ·
I ·
J ·
K ·
L ·
M ·
N ·
O ·
P ·
R ·
S ·
T ·
U ·
V ·
W ·
X ·
Z